# Grands Prix automobiles de la saison 1916
1915 1919
La saison de Grands Prix automobiles 1916 ne comportait que des épreuves disputées aux États-Unis à cause de la Grande Guerre. Les plus importantes étaient les 300 miles d'Indianapolis, la Coupe Vanderbilt et le Grand Prix des États-Unis.

## Grands Prix de la saison
| Grand Prix                | Circuit      | Date        | Pilote vainqueur            | Constructeur vainqueur | Résultats |
| ------------------------- | ------------ | ----------- | --------------------------- | ---------------------- | --------- |
| 300 miles d'Indianapolis  | Indianapolis | 30 mai      | Dario Resta                 | Peugeot                | Résultats |
| Coupe Vanderbilt          | Santa Monica | 16 novembre | Dario Resta                 | Peugeot                | Résultats |
| Grand Prix des États-Unis | Santa Monica | 18 novembre | Howard Wilcox Johnny Aitken | Peugeot                | Résultats |

Les courses se déroulant aux États-Unis sont regroupés au sein du Championnat américain. Au total 25 courses dont 15 comptant pour le classement final se déroulent cette année-là.